# 元禄太田金山絵図
元禄太田金山絵図（げんろくおおたかなやまえず）とは、上野国新田郡太田町（現在の群馬県太田市）が描かれている絵図であり、同地域が描かれてるもので現存しているものの中では最古の絵図である。太田市重要文化財に指定されている。

## 概要
1701年（元禄14年）に絵師高瀬（当時53歳）によって描かれた太田市に現存する最古の絵図。約150cm四方。金山を中心として日光例幣使道太田宿とその周辺の様子が詳細に記録されており、江戸時代の太田を知る上で重要な資料であると同時に保存状態も良好であったため、1974年（昭和49年）に（旧）太田市重要文化財に指定された（その後、合併に伴い2005年に太田市重要文化財に再指定。）。

## 内容
絵図上部から中央部にかけて描かれているのが金山で、特に1590年（天正18年）に廃城となった金山城の曲輪をはじめ、日ノ池・月ノ池、石垣、通路といった多くの遺構が詳細に記録されている。また、右上部には各曲輪の面積が文字で記録されている。1995年（平成7年）から開始された金山城の発掘・復元作業に際しては、この絵図を基にして整備が行われた。
中央から下部には日光例幣使道と太田宿、大光院や長念寺、移転前の受楽寺（現在の東武鉄道太田駅付近に存在していた）など現存していないものも含め多くの寺社が描かれている。また、全体に水色で表現されている河川や用水路、黄土色で表現されている道路などは名称付きで記録され、黒色は田、緑色は森などの凡例が最下部に示されていることから、土地利用の割合を知ることや現在との違いを比較することなども可能である。